# Oskar Klein
Pour les articles homonymes, voir Klein.
Oskar Klein (né le 15 septembre 1894 à Danderyd, et mort le 5 février 1977 à Stockholm) est un physicien théoricien suédois. Il est notamment connu pour avoir été codécouvreur en 1926 de l'équation appelée aujourd'hui équation de Klein-Gordon. On lui attribue l'invention de l'idée que les dimensions supplémentaires peuvent exister physiquement mais sont enroulées et très petites.

## Biographie
Il naît dans la banlieue de Stockholm en Suède. Il est le fils du grand rabbin de la capitale suédoise, Gottlieb Klein (originaire de Humenné en Hongrie), et d'Antonie Levy.
Il devient étudiant de Svante Arrhenius à l'Institut Nobel. Il était en route pour rejoindre le professeur Jean Perrin en France lorsque la Première Guerre mondiale se déclencha ; il fut alors mobilisé.
À partir de 1917, il travaille quelques années avec Niels Bohr à l'université de Copenhague et reçoit son doctorat à l'université de Stockholm en 1921. En 1923, il obtient une place de professeur à l'université du Michigan à Ann Arbor, et y déménage alors avec celle qui est devenue récemment son épouse, Gerda Koch, originaire du Danemark. Klein retourne à Copenhague en 1925, passe quelque temps avec Paul Ehrenfest à Leyde, puis devient professeur à l'université de Lund en 1926. En 1929, il montre, dans le cadre de l’équation de Dirac, que les électrons ne peuvent pas être confinés par le potentiel électrique du noyau: c'est le paradoxe de Klein. En 1930, il accepte la chaire de physique de l'université de Stockholm, succédant à Erik Ivar Fredholm décédé en 1927. Il y restera jusqu'à sa retraite en 1962, recevant alors le titre de professeur émérite. Il reçoit la médaille Max-Planck en 1959.
Il est le grand-père de Helle Klein (sv).
Klein serait à l'origine de l'idée, sur laquelle se base en partie la théorie de Kaluza-Klein, que des dimensions supplémentaires peuvent exister en physique, mais repliées sur des longueurs typiques de l'ordre de la longueur de Planck. Cette idée est essentielle dans les théories des cordes et la théorie M.
En 1938, il propose un modèle d'échange de boson expliquant en partie l'interaction faible, une proposition similaire étant faite quelques années plus tard par Hideki Yukawa. Son modèle était basé sur une symétrie de jauge isotropique locale, ce qui conduisit avec succès à la théorie de Yang-Mills.

## Hommages
Chaque année se tient le Oskar Klein Memorial Lecture (en) à l'université de Stockholm.
Le Centre de comsoparticules physiques Oskar-Klein a également été nommé en son honneur.